# تپه قاضی لو ۱
تپه قاضی لو ۱ مربوط به سده‌های اولیه دوران‌های تاریخی پس از اسلام است و در شهرستان میانه، بخش مرکزی، دهستان اوچ‌تپه شرقی، ۶۰۰ متری غرب روستای قاضی لو واقع شده و این اثر در تاریخ ۲۷ آبان ۱۳۸۶ با شمارهٔ ثبت ۲۰۱۸۳ به‌عنوان یکی از آثار ملی ایران به ثبت رسیده است.